# Julius Streicher
Julius Streicher (n. 12 februarie 1885, Fleinhausen⁠(d), Bavaria, Germania – d. 16 octombrie 1946, Nürnberg, Bavaria, zona de ocupație americană în Germania⁠(d)) a fost un criminal de război nazist, politician național-socialist, fondatorul, proprietarul și editorul săptămânalului Der Stürmer, care a devenit principalul organ de propagandă antisemită nazistă din Al treilea Reich. După cel de al doilea război mondial, Julius Streicher a fost acuzat, judecat și condamnat la moarte în primul proces de la Nürnberg, fiind găsit vinovat de crime împotriva umanității și executat prin spânzurare, în 1946.

## Viața
Julius Streicher s-a născut la Fleinhausen, Bavaria, fiind unul din cei 9 copii ai lui Friedrich și Anna (n. Weiss) Streicher.
Julius Streicher a fost de profesie învățător, fiul unui învățător și locotenent rezervist (decorat în Primul Război Mondial).
Julius Streicher a fost obsedat de antisemitism din fragedă copilărie. În 1940 a fost exclus din posturile de partid în urma comportamentelor sale inacceptabile pe plan economic și personal.

## Finalul

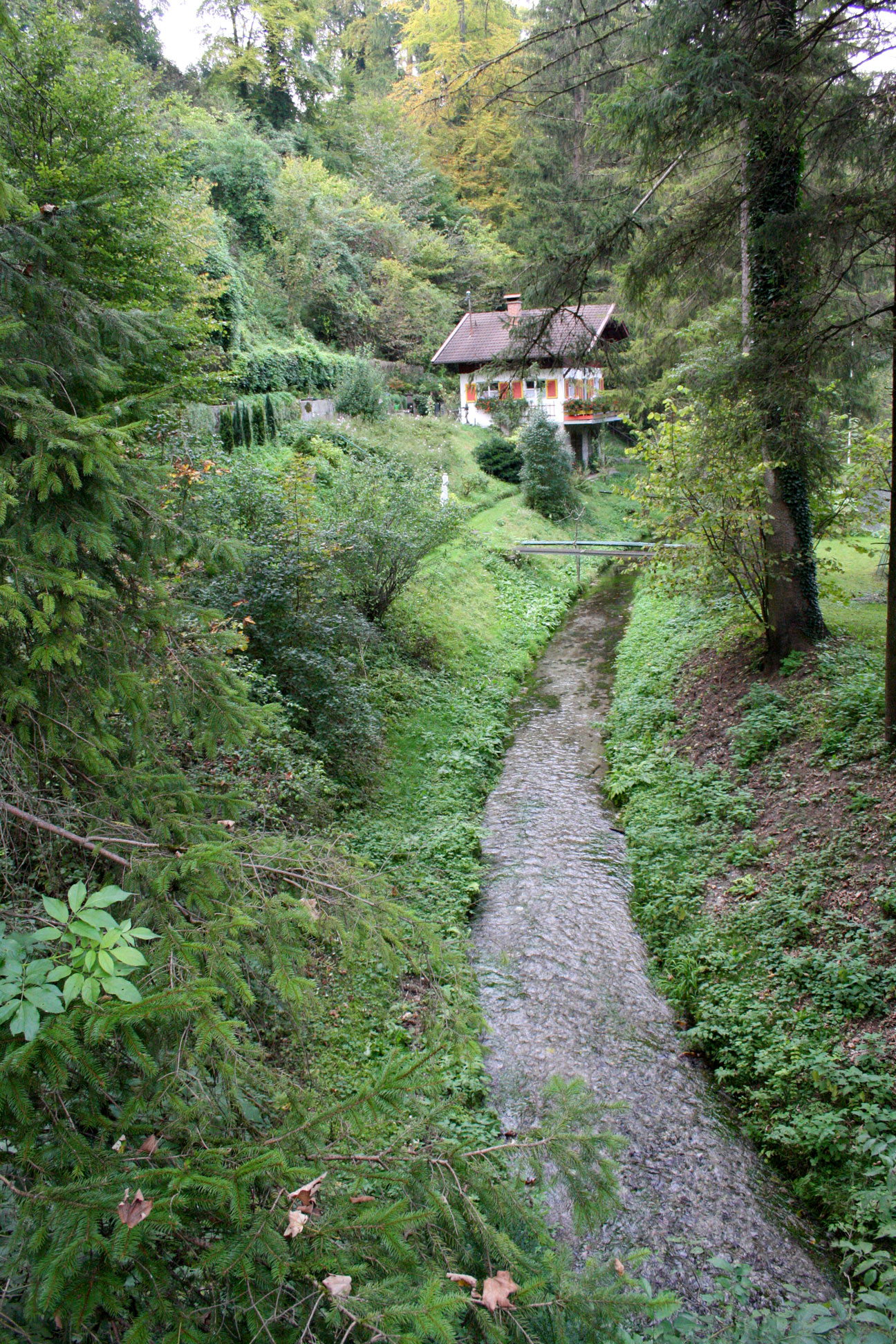
Pȃrȃul Wenzbach (München) în care a fost împrăştiată cenuşa celor 11 inculpaţi

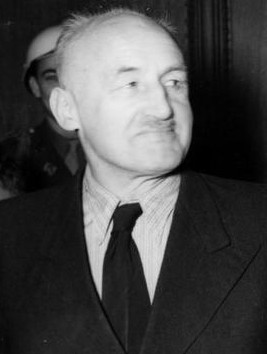
Julius Streicher

A fost condamnat la moarte, prin spȃnzurare, împreună cu alți 10 inculpați, la procesul din Nürnberg. Execuțiile (duse la împlinire de americanii John C. Woods și Joseph Malta) au avut loc în sala de sport a închisorii din Nürnberg la data de 16 octombrie 1946, între orele 1:00 și 2:57. Cei 10 naziști executați au fost: Hans Frank, Wilhelm Frick, Alfred Jodl, Ernst Kaltenbrunner, Wilhelm Keitel, Joachim von Ribbentrop, Alfred Rosenberg, Fritz Sauckel, Arthur Seyss-Inquart și Julius Streicher. În dimineața zilei de 17 octombrie 1946 trupurile celor 10 executați, împreună cu trupul lui Hermann Göring (care se sinucise cu cianură cu o noapte înainte), au fost transportate cu camioane americane la crematoriul cimitirului estic din München, unde au fost imediat incinerate. Cenușa acestora a fost împrăștiată apoi de ofițeri americani în pârâul Wenzbach (mic afluent de stânga al râului Isar), lângă strada Conwentzstraße din München, spre a nu deveni ulterior loc de pelerinaj pentru extremiști de dreapta.